# 戈革
戈革（1922年1月22日—2007年12月29日），号红莩，又号拜鞠，河北省献县人，著名的翻译家、科学史家、物理学家尼尔斯·玻尔研究专家。

## 生平经历
戈革于1922年1月22日出生于中国河北省献县韩村镇前南宫村。1936年夏，戈革进入河北省立第二中学学习。抗日战争爆发后，他在河南、甘肃等地辗转学习，最终在甘肃河西中学完成了高中学业。1945年夏，戈革以全国统考第一名的成绩参加了兰州的大学招生考试，并被国立西南联合大学物理系录取。次年，由于西南联合大学的复原拆分，戈革转入北京大学物理系继续学业。
毕业后，戈革考取清华大学物理研究所余瑞璜教授的硕士研究生，攻读X光实验物理方向。1952年毕业并分配到山东工学院。1953年，北京石油学院成立，戈革调入北京石油学院从事物理教学与研究工作，并参与北京石油学院学院的创建。戈革长期讲授普通物理学、电磁场论以及其他物理学课程，为该学科的发展奠定了坚实的基础。
高考恢复后，戈革编写了《宏观电磁场论》和《地震波动力学基础》等教材，并为学校试办的数学、物理、力学和电子等师资班授课。
1983年，戈革调入华东石油学院北京研究生部，并担任硕士研究生导师。

## 玻尔研究
从57岁开始，戈革着手翻译《尼耳斯·玻尔集》第一卷，直到去世前的27年时间里，他独自完成了《尼耳斯·玻尔集》共12卷的翻译。戈革还出版了一系列与玻尔相关的著作，如《玻尔》、《尼耳斯·玻尔——他的生平、学术和思想》、《尼耳斯·玻尔哲学文选》和《尼耳斯·玻尔的哲学背景》等。
2001年，丹麦女王瑪嘉烈二世授予他丹麦国旗骑士勋章，成为中国第三位获得该荣誉的翻译家。2001年，美国物理学会评价他为科学史的英雄。
戈革是博学多识，在书画篆刻、诗词歌赋、文学创作等方面也有许多成就。1954年起，戈革自学篆刻，成为一位出色的印章制作家。他一生刻制了超过万枚的印章。